# 天国からの約束
「天国からの約束」（てんごくからのやくそく）は、2008年4月2日に発売された沢田美紀の6枚目のシングル。
　

## 概要
- A面の「天国からの約束」は、元々、2007年10月4日に発売された沢田の1stオリジナルアルバム『沢田美紀 ファースト』に収録されていたもので、好評により自身初のシングルカットとなった。なお、楽曲は沢田が所属するレコード会社・徳間ジャパンコミュニケーションズの社長の妹が旅行先の中国で急死したエピソードを基に制作された[1][2][3]。
- B面の「Danceの後は」は、テレビ埼玉・テレビ神奈川・千葉テレビ『ダンスは一番』のオープニングソング。また、サビには、観客が「美紀ちゃん!」とコールをする部分がある。

## 収録曲
全て作詞：荒木とよひさ / 作曲：杉本眞人
| 1. 天国からの約束 2. 天国からの約束（オリジナル・カラオケ） 3. 天国からの約束（男性キー・カラオケ） | 1. Danceの後は 2. Danceの後は（オリジナル・カラオケ） 3. Danceの後は（男性キー・カラオケ） |